# Георги Тодоров Атанасов
Георги Тодоров Атанасов е български революционер, деец на Вътрешната македоно-одринска революционна организация.

## Биография
Роден е в 1882 година в бунархисарското българско село Яна, тогава в Османската империя. Привлечен е в революционната организация още млад и участва в местния революционен комитет. В 1903 година влиза в четата на Пеню Шиваров. С нея участва в Илинденско-Преображенското въстание през лятото на същата година. Сражава се при Граматиково, когато четата на Шиваров разбива местния гарнизон и превзема селото. След това минава в четата на поручик Коста Стоянов и с нея напада Каратопрашкия пост. След въстанието помага на населението да се прехвърли в Свободна България, след което сам емигрира в Княжеството.
При избухването на Балканската война в 1912 година е доброволец в Македоно-одринското опълчение и служи в 4-та рота на 8-а костурска дружина, като участва и в Междусъюзническата война.
На 9 април 1943 година, като жител на село Страшимирово, Варненско, подава молба за българска народна пенсия. Молбата е одобрена и пенсията е отпусната от Министерския съвет на Царство България.